# Сизов, Николай Иванович (композитор)
Николай Иванович Сизов (11 марта 1886, Москва — 20 марта 1962, Москва) — русский и советский композитор.

## Биография
Николай Иванович Сизов родился 11 марта 1886 в Москве.
- 1914 год — окончил Московскую консерваторию по классу фортепиано К. Н. Игумнова.
  - занимался также у Н. К. Метнера.
- 1915—1918 гг. — преподаватель Воронежского музыкального училища.
- 1918—1920 гг. — заведующий музыкального бюро ПУРа 17-й армии; музыкальный инструктор ПУРа. Выступал как пианист.
- С 1921 год — композитор и дирижер московских драматических театров.
  - Он сотрудничал с Е. Б. Вахтанговым и Б. Е. Захавой.

Николай Иванович Сизов скончался в Москве 20 марта 1962 года.

## Сочинения
- 1937 — для хора и симфонического оркестра — Кантата к 20-летию Октября (слова В. Лободы);
- 1943 — для малого симфонического оркестра — Драматическая сюита;
- 1943 — для чтеца и струнного октета — сюита «Москва — крепость» (слова М. Сизовой);
- для фортепьяно — транскрипции сочинений русских и зарубежных композиторов;
- для голоса и фортепьяно — романсы на слова русских и советских поэтов;
- музыка к драматическим спектаклям, в том числе:
  - 1922 — «Принцесса Турандот» К. Гоцци (Театр имени Е. Б. Вахтангова),
  - 1924 — «Женитьба» Н. Гоголя (там же),
  - 1926 — «Марион Делорм» В. Гюго (там же),
  - 1930 — «Коварство и любовь» Ф. Шиллера (там же),
  - 1934 — «Пиквикский клуб» по Ч. Диккенсу (МХАТ),
  - 1945 — «Великий государь» В. Соловьёва (Театр имени Е. Б. Вахтангова),
  - 1946 — «Наш общий друг» по Ч. Диккенсу (Москва, Театр им. Ленинского комсомола),
  - 1953 — «Ломоносов» В. В. Иванова (МХАТ);
  - 1955 — «Друзья-сочинители» Н. Венкстерн (Москва, Театр им. Ленинского комсомола),

Он писал и музыку к фильмам, в том числе:
- 1933 — музыка к фильму «Весенние дни» (фильм известен также под названием «Энтузиасты»).

Также, Николай Иванович занимался обработкой русских народных песен.

## Воспоминания Юрия Борисовича Елагина
О Николае Ивановиче написал в своей книге «Укрощение искусств» Юрий Борисович Елагин:
С первых же дней моего поступления в театр я стал горячим поклонником этого замечательного композитора, вернее, его музыки. Самого его я тогда еще не знал. Все без исключения его работы для нашего театра были великолепны. Первая из них была «Принцесса Турандот», последняя по времени – «Коварство и любовь». Никакая театральная музыка, которую мне пришлось слышать, не могла сравниться с музыкой Сизова. Ни один из самых знаменитых композиторов не достигал в своих театральных работах такого совершенства, какого достиг Сизов. Но так как, кроме музыки для театра, он никогда ничего не писал, то я лично затруднился бы, если бы мне пришлось давать объективную музыкальную оценку его творчества. Если рассмотреть всю его музыку отдельно от спектаклей, для которых она была написана, то нужно было бы остановиться в полном недоумении, так как определенного творческого стиля обнаружить бы не удалось.
Можно всегда узнать «на слух» музыку любого композитора, но музыку Сизова узнать было невозможно. Она менялась от спектакля к спектаклю, как хамелеон, изменяя буквально все свои элементы – и гармонию, и мелодику, и даже инструментовки. Иногда его музыка была чрезвычайно хороша сама по себе – исполнена глубокого смысла и оригинальна. Иногда – почти пошла. Она бывала расплывчата и неопределенна по форме, как музыка импрессионистов. Иногда же необыкновенно четка и ритмична. Иногда музыкальный отрывок был вполне законченным и являлся цельным музыкальным произведением, которое можно было исполнить в любом симфоническом концерте. Иногда же все ограничивалось короткой музыкальной фразой, лишенной, как казалось, всякого смысла. Так, например, в первой картине «Коварства и любви», перед первой фразой героини, скрипка играла маленькое соло из четырех тактов, которое могло казаться бессмысленным с чисто музыкальной точки зрения, но в спектакле производило потрясающее впечатление.
Своего собственного «творческого почерка» у Сизова не было. Он его всегда находил заново, и находил именно тот, который был нужен для данной пьесы, для данного театра и даже для данного режиссера. И находил всегда идеально. Он владел удивительной способностью, не обладая своими собственными творческими идеями и стилем, глубоко проникать в творческие замыслы других и своей музыкой в совершенстве выражать дух, характер и особенности чужого гения. По музыке Сизова нельзя было узнать Сизова, но если его музыку слушал человек, знавший мировую литературу и московские театры, то он с легкостью мог определить, что вот эта музыка написана для Шиллера, а вот эта – для Диккенса, эта – для Гюго, а эта – для Мериме. Вот эта музыка написана для театра имени Вахтангова и носит в себе все элементы стиля именно этого театра, а вот эта написана для Художественного театра или, возможно, для его Первой студии.
Когда я начал работать в музыкальной коллегии, то первый вопрос, который мне захотелось выяснить, был – почему после премьеры «Коварства и любви» в 1929 году Сизов больше ничего не написал для нашего театра?
Когда я задал этот вопрос на художественном совещании, то на несколько секунд воцарилось неловкое молчание. То, что я услышал затем в ответ, показалось мне странным и в высшей степени неубедительным. Оказалось, что среди всех членов художественного совещания не нашлось ни одного человека, который согласился бы взять на себя переговоры с Сизовым, до того невыносимый характер имел этот человек, делая всякое общение с собой мучительным и трудным. Кроме того, он обладал болезненным самолюбием и обижался по каждому малейшему поводу и вообще без всякого повода. Уже после «Принцессы Турандот» он повздорил с дирекцией, придравшись к какому-то пустяковому случаю.
Но на этот инцидент посмотрели сквозь пальцы и пригласили его на следующую постановку. После долгих просьб и уговоров Сизов согласился и опять написал великолепную музыку, к концу работы перессорившись уже более серьезно чуть ли не со всем театром.
Помня, что интересы театра выше всего и ценя замечательный талант этого странного человека, не обращая внимания на сплошные обиды, ссоры, уговоры и извинения, его просили написать музыку к пяти спектаклям, что он и сделал. Интересно, что единственным человеком, с которым Сизов никогда не ссорился и с которым работал на редкость дружно, был сам Вахтангов. Но Вахтангова больше не было. Сизов продолжал ссориться, и терпение наших руководителей, наконец, лопнуло. На одном из заседаний художественного совещания было принято решение никогда больше Сизова для работы в театре не приглашать. Однако, когда через два года понадобился композитор для «Коварства и любви», музыкальный план которого предполагался очень сложным и важным, пришлось нарушить принятое решение и опять пригласить этого невозможного человека. На этот раз его уговаривали несколько человек в течение месяца. Он требовал письменных извинений – ему их посылали; ему понадобились извинения устные от директора и заведующего художественной частью – они были ему даны. Наконец, он согласился. Работать с ним было зачастую так же трудно, как и вести переговоры. Режиссер «Коварства и любви» – Борис Захава – рассказывал мне, что Сизов замучил его, требуя ясного ответа на вопрос: «Для чего нужна вам музыка в этом спектакле?»
– Я ему подробно рассказывал о моем плане, – говорил Захава, – но его это не убеждало. Он все твердил мне, что я ошибаюсь и что музыка в «Коварстве и любви» мне совершенно не нужна. Странный это был спор между режиссером и уже приглашенным композитором. Один раз мы проговорили всю ночь напролет, и уже было светло, когда Сизов ушел от меня в особенно мрачном настроении, ни до чего не договорившись и не поняв меня. После этого он неделю вообще не показывался в театре, а через неделю позвонил мне по телефону: «Я долго думал, – сказал он мне, – и мне кажется, что я понял. Но я еще не вполне уверен».
Сизов написал для этого спектакля музыку, которая была, по моему мнению, лучшим музыкальным оформлением за всю историю русского театра. Ни театральные работы Шостаковича, ни музыка для театра Кабалевского, Прокофьева и многочисленных других московских композиторов не поднимались никогда до совершенства, которого достиг Сизов в этой, шестой по счету, его работе для нашего театра. Как, какими средствами он достиг этого совершенства? Почему, например, в трагическую сцену отравления в последней картине он ввел простой лирический вальс, написанный для скрипки, виолончели и рояля? Зачем понадобилось ему ввести рояль, когда в его распоряжении был отличный оркестр? И каким образом оказался вальс идеальной музыкальной краской для кульминационного момента большой и мрачной трагедии?
После премьеры «Коварства и любви» состоялся торжественный банкет. Присутствовавший на банкете Николай Иванович Сизов нашел, что тост, провозглашенный в его честь, был произнесен в недостаточно почтительных выражениях и, что было особенно возмутительно, следовал не непосредственно после тоста в честь главного режиссера Захавы, а после тоста в честь художника и второго режиссера спектакля Н.П. Акимова. Этого было достаточно, чтобы Сизов тут же встал из-за стола, громко отодвинув стул, с возмущением бросил салфетку на стол и ушел, ни с кем не простившись.
На следующий день художественное совещание во второй раз вынесло решение – никогда больше не приглашать Сизова на работу в наш театр.
И, однако, через четыре года – в 1933 году – это решение чуть-чуть не было нарушено во второй раз, на этот раз по моей инициативе.
Так как я не пережил всех трудностей личного общения с Сизовым и внутренне не очень верил в них, а к тому же был исполнен искреннего восхищения его талантом, то мне удалось уговорить художественное совещание еще раз пригласить его писать музыку для новой комедии советского писателя Валентина Катаева «Дорогой цветов».
– Хорошо, – ответили мне в художественном совещании, – но при условии, что все переговоры с ним возьмете на себя вы сами. Посмотрим, как выполнит эту задачу наша молодая «музыкальная коллегия».
Сизов жил в одном из бесчисленных переулков между Арбатом и Пречистенкой. Мне всегда казалось, что огромное большинство всех людей искусства и литературы, создавших славу России в первой четверти нашего столетия – музыканты, поэты, артисты – жили в кривых и узких переулках этого московского Монпарнаса, полных непередаваемой прелести, со своими маленькими старинными особняками с колоннами и фронтонами в стиле ампир.
В крошечных комнатах своей квартиры встретил меня Николай Иванович Сизов. Было ему тогда около пятидесяти, но он выглядел много старше своих лет. Выражение его лица было суровое и замкнутое, когда он сдержанно здоровался со мной. Был он роста высокого, держался прямо. Костюм на нем был бедный, но опрятный и какой-то старомодный.
– Чем могу служить? – спросил он меня сухо, не предлагая сесть.
– Я к вам с большой просьбой от имени художественного совещания и от имени нашего оркестра (я знал, чем можно было подкупить Сизова: он всегда хорошо относился к музыкантам). Мы все были бы счастливы, если бы вы согласились написать музыку для нашего нового спектакля. Убедительно прошу вас не отказываться. Нечего и говорить о том, что театр заранее согласен на все ваши условия.
Сизов молча смотрел на меня и, по-стариковски, двигал ртом. Так прошло еще довольно много времени. Я начал чувствовать какую-то неловкость. Я был смущен. Весь мой порыв и вся моя храбрость исчезли.
Назад к карточке книги
– Кто вас послал ко мне? – спросил он меня, перестав, наконец, ходить и остановившись на середине комнаты.
– Как я уже вам сказал, Николай Иванович, меня послало художественное совещание.
– Прошу меня простить, молодой человек, но я вам не верю. Они знают, что я не хочу иметь никакого дела с ними. Они тоже не хотят иметь никакого дела со мной. Прежде чем ответить вам, я прошу сказать мне прямо: кому пришла мысль послать вас ко мне?
Разговор принимал характер тяжелый и напряженный. Я долго и подробно объяснял. Говорил о музыкальной коллегии, о том, как ценит его оркестр, о моем собственном отношении к его творчеству, наконец, рассказываю о том, как мне поручили вести с ним переговоры.
– Прошу вас не отказываться, – закончил я. – Давайте работать вместе. Давайте создавать настоящее искусство. Ведь, в конце концов, личное не так уж важно. Я понимаю, что к вам отнеслись не с тем вниманием, которого вы заслуживаете, но теперь будет иначе. Музыкальная коллегия дает вам свое слово.
– Мне не нужно их внимания, – прервал меня Сизов резко. – Дело не во внимании. Просто… Просто видеть я их всех не могу. Противны мне они все. Вот и все… Вы говорите «искусство»! Эх, молодой человек, молодой человек… А вы знаете, что такое искусство? Неужели никто из вас не видит, что его уже давно и нет – искусства-то, а они все чёрту служат, да и вы вместе с ними. А искусство-то они же и продали за квартиры с ванной, да за закрытые распределители. А себе оставили от искусства одни подошвы – да и те дырявые. Положим, надо же и вам всем жить, но меня-то уж увольте! Я-то совести своей не продам. А ведь искусство-то настоящее – это и есть совесть. Да, да – совесть художника! И еще искусство есть, молодой человек, – правда, а вы все лжете и мне предлагаете… – Сизов оборвал тираду и опять заходил по комнате. Я молчал.
– Кто режиссер этого спектакля? – неожиданно спросил Сизов.
Я назвал режиссера.
– Скажите, чтобы он пришел ко мне. Я хочу поговорить с ним о пьесе. Не смею больше задерживать.
– До свиданья, Николай Иванович. Был очень рад…
– Прощайте. Оркестру от меня привет. После разговора с режиссером, длившегося несколько часов, Сизов попросил три дня на размышления. Через три дня он позвонил в театр по телефону и вызвал меня.
– Я долго думал о возможности моей работы с вашим театром…
– Да, Николай Иванович, и…
– …и пришел к заключению, что это невозможно. А главное, это не нужно. Этой лживой пьесе, которую вы хотите поставить, музыка не нужна.
– Мы говорили вам, что это бесполезная затея – связываться с этим чудаком, – сказали мне в художественном совещании, когда я передал ответ Сизова.
Через год после этого Сизов написал чудесную музыку к «Пиквикскому клубу» Диккенса в Художественном театре, но, как всегда, поссорился и ушел, хлопнув дверью.
Еще через год он написал музыку к «Комику XVII столетия» Островского во Втором Художественном театре, но и здесь финал был тот же самый.
В конце 1935 года его, уже сильно нуждавшегося и больного, пригласил режиссер Рубен Симонов заведовать музыкальной частью в свою собственную театральную студию. Симонов был верный и преданный поклонник Сизова.
Как-то раз я встретил Симонова в коридоре нашего театра и спросил, как чувствует себя Николай Иванович на новом месте.
– Вчера ушел, – ответил Симонов. – Не мог он больше терпеть, да и я тоже. Как бы мы оба ни старались – сил больше нет… Ни у него, ни у меня.
Постепенно снимались с репертуара спектакли с музыкой Сизова, и Москва начала уже забывать его имя. Перед войной я встречал иногда на Арбате этого высокого старика в старомодном пальто с бархатным воротником, в выцветшей черной шляпе и с неизменной палкой в руке. Выглядел он худым и постаревшим, но держался все так же прямо. А в глазах его никогда не затухал какой-то неукротимый и беспокойный огонь...